# Augusta Vittoria di Schleswig-Holstein-Sonderburg-Augustenburg
Augusta Vittoria di Schleswig-Holstein-Sonderburg-Augustenburg (Lubsko, 22 ottobre 1858 – Doorn, 11 aprile 1921) è stata l'ultima imperatrice tedesca e regina di Prussia, in quanto consorte di Guglielmo II di Germania.

## Biografia
Augusta Vittoria era la prima figlia di Federico VIII di Schleswig-Holstein-Sonderburg-Augustenburg, e di sua moglie, Adelaide di Hohenlohe-Langenburg. Nacque nel Castello di Dolzig. Trascorse un'infanzia molto tranquilla in Lusazia. La famiglia, però, fu presto costretta a tornare in Danimarca a causa dello scoppio della seconda guerra dello Schleswig. È cresciuta a Dolzig fino alla morte di suo nonno, Cristiano Augusto II, duca di Schleswig-Holstein-Sonderburg-Augustenburg, nel 1869. La famiglia si trasferì quindi a Primkenau in una tenuta di campagna ereditata da suo padre. Augusta era conosciuta come "Dona" all'interno della famiglia.

## Matrimonio

### Principessa ereditaria
Il 27 febbraio 1881 Augusta Vittoria sposò il principe della corona Guglielmo di Prussia, futuro erede al trono e suo secondo cugino, poiché entrambi discendevano da Vittoria di Sassonia-Coburgo-Saalfeld. Guglielmo aveva precedentemente proposto a sua cugina di primo grado, la principessa Elisabetta d'Assia e del Reno (conosciuta in famiglia come "Ella"), figlia della sorella di sua madre, di sposarlo ma lei rifiutò.
La famiglia di Guglielmo era originariamente contraria al matrimonio con Augusta Vittoria, il cui padre non era nemmeno un sovrano. Tuttavia, il cancelliere Otto von Bismarck fu un forte sostenitore del matrimonio, credendo che avrebbe posto fine alla disputa tra il governo prussiano e il padre di Augusta.

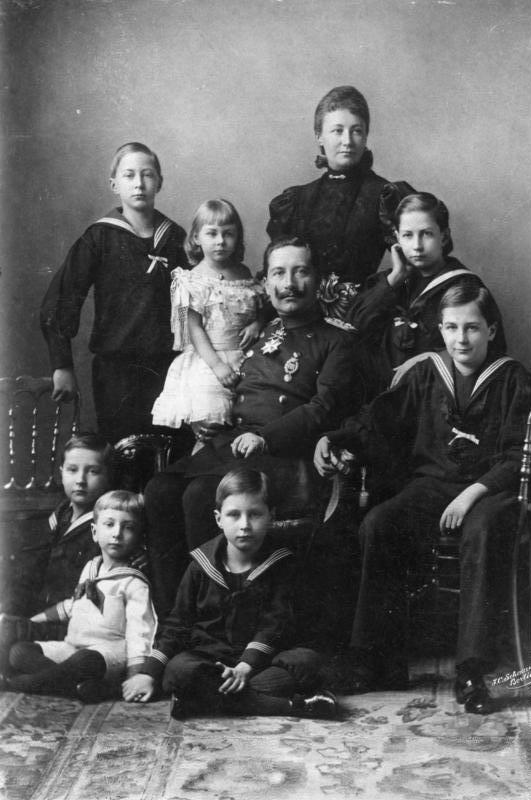
Augusta e Guglielmo con i figli

Dal matrimonio con Guglielmo nacquero sette figli:
- Federico Guglielmo Vittorio Augusto Ernesto (1882-1951), principe ereditario, sposò Cecilia di Meclemburgo-Schwerin;
- Guglielmo Eitel Federico Cristiano Carlo (1883-1942), sposò Sofia Carlotta di Oldenburg;
- Adalberto Ferdinando Berengario (1884-1948), sposò Adelaide di Sassonia-Meiningen;
- Augusto Guglielmo Enrico Gunther Vittorio (1887-1949), sposò Alessandra Vittoria di Schleswig-Holstein-Sonderburg-Glücksburg;
- Oscar Carlo Gustavo Adolfo (1888-1958), sposò Ina Maria di Bassewitz-Levetzow;
- Gioacchino Francesco Umberto (1890-1920), sposò la principessa Maria Augusta di Anhalt;
- Vittoria Luisa Adelaide Matilde Carlotta (1892-1980), sposò Ernesto Augusto di Brunswick-Lüneburg, da cui ebbe Federica di Hannover, regina di Grecia e madre della regina Sofia di Grecia.

### Imperatrice
Il 15 giugno 1888, a seguito dell'incoronazione del marito, divenne imperatrice tedesca e regina di Prussia.
Ebbe un rapporto un po' tiepido con la suocera, Vittoria, che aveva sperato che lei potesse contribuire a sanare la frattura tra lei e il figlio. L'imperatrice era anche infastidita dal fatto che il titolo di capo della Croce Rossa fosse andato ad una donna che non aveva alcuna esperienza (anche se nelle sue memorie, la principessa Vittoria Luisa descrive un quadro diverso, affermando che sua madre amava le opere di carità). Augusta si occupò molto di beneficenza e fondò numerose associazioni per il sostentamento dei bisognosi. Durante la prima guerra mondiale partecipò a numerose associazioni caritatevoli.
Augusta spesso si divertiva a snobbare la suocera, con piccoli incidenti, come ad esempio dicendole che avrebbe indossato un abito diverso da quello che l'imperatrice le aveva raccomandato e informò l'imperatrice madre che la figlia non era stata chiamata in suo onore (anche se, ancora una volta, nelle sue memorie, Vittoria Luisa dichiara che venne chiamata così sia in ricordo della nonna che della bisnonna, la regina Vittoria).
Augusta e sua suocera si avvicinarono per alcuni anni dopo l'incoronazione, poiché Augusta era spesso sola mentre suo marito era via per esercitazioni militari, sebbene non avesse mai lasciato i bambini soli con lei per non essere influenzati dal suo noto liberalismo. Augusta era presente al capezzale di Vittoria quando morì di cancro al seno nel 1901.
Augusta ebbe anche relazioni poco cordiali con alcune sorelle di suo marito, in particolare la principessa Sofia. Nel 1890, quando Sofia annunciò la sua intenzione di convertirsi all'ortodossia greca, Dona la convocò e le disse che se lo avesse fatto, non solo Guglielmo l'avrebbe trovato inaccettabile come capo della Chiesa statale evangelica delle province più antiche della Prussia, ma sarebbe stata esclusa dalla Germania e la sua anima sarebbe finita all'inferno. Sofia rispose che era affar suo. Augusta divenne isterica e partorì prematuramente suo figlio, il principe Gioacchino, a causa del quale era iperprotettiva nei suoi confronti per il resto della sua vita, credendo che fosse delicato.

## Morte
Nel 1920, il trauma dell'esilio e dell'abdicazione, unite alla rottura del matrimonio di Gioacchino ed al suo successivo suicidio, furono troppo per Augusta. Morì nel 1921, a Doorn nei Paesi Bassi. Guglielmo II fu devastato dalla sua morte.
La Repubblica di Weimar permise di trasportare la salma in Germania, dove ancora oggi riposa, non lontano dal Neues Palais, a Potsdam.
Poiché non gli era permesso di entrare in Germania, Guglielmo II poté accompagnare sua moglie nel suo ultimo viaggio solo fino al confine tedesco.

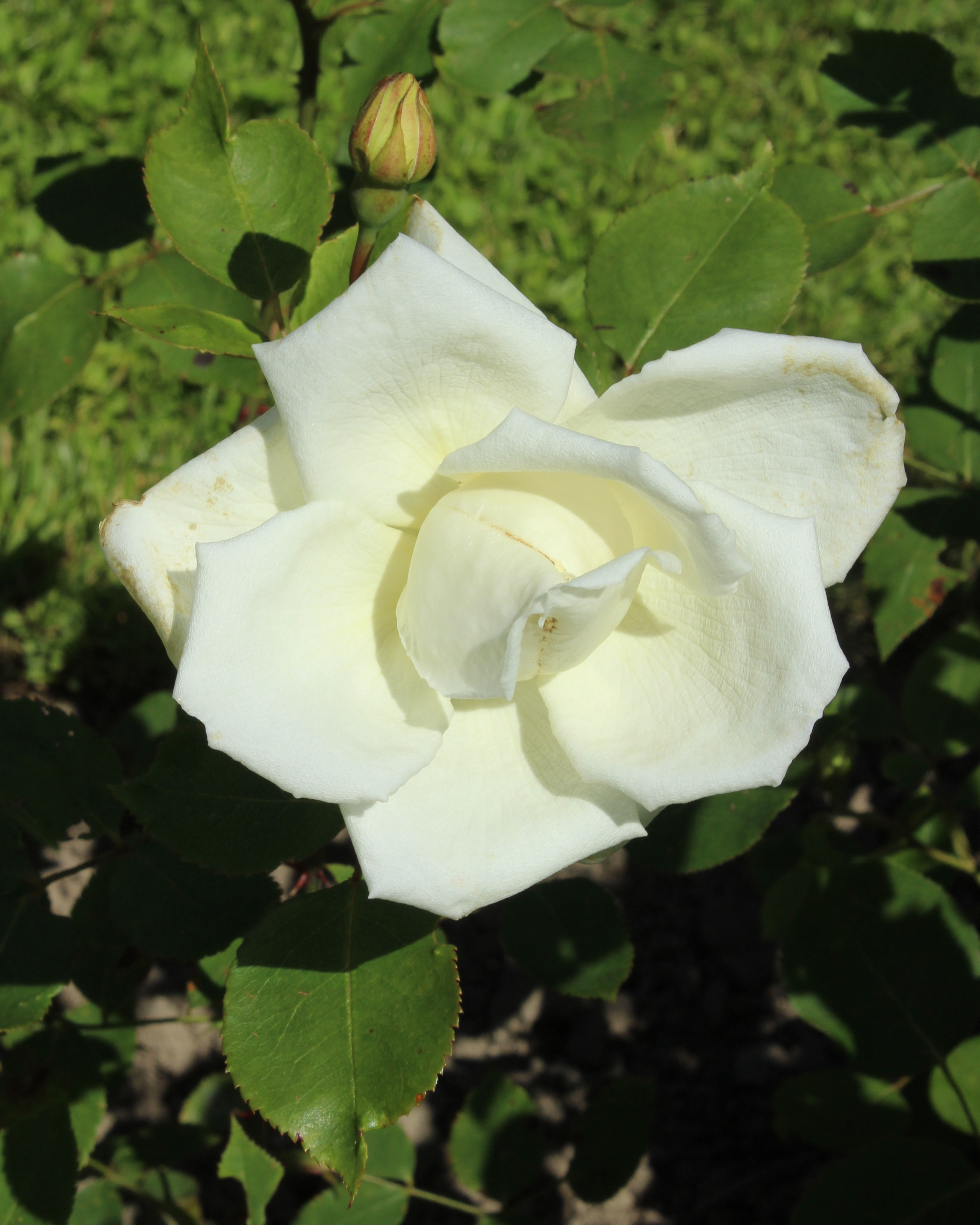
Kaiserin Auguste Viktoria

## Ascendenza
|                                                                |                                          |                                                                   | Genitori                                        |  |  | Nonni |  |  | Bisnonni                                                            |  |  | Trisnonni                                                          |  |
|                                                                |                                          |                                                                   |                                                 |  |  |       |  |  | Federico Cristiano II di Schleswig-Holstein-Sonderburg-Augustenburg |  |  | Federico Cristiano I di Schleswig-Holstein-Sonderburg-Augustenburg |  |
|                                                                |                                          |                                                                   |                                                 |  |  |       |  |  | Federico Cristiano II di Schleswig-Holstein-Sonderburg-Augustenburg |  |  | Federico Cristiano I di Schleswig-Holstein-Sonderburg-Augustenburg |  |
|                                                                |                                          | Carlotta Amalia Guglielmina di Schleswig-Holstein-Sonderburg-Plön |                                                 |  |  |       |  |  | Federico Cristiano II di Schleswig-Holstein-Sonderburg-Augustenburg |  |  |                                                                    |  |
| Cristiano di Schleswig-Holstein-Sonderburg-Augustenburg        |                                          |                                                                   |                                                 |  |  |       |  |  | Federico Cristiano II di Schleswig-Holstein-Sonderburg-Augustenburg |  |  |                                                                    |  |
|                                                                |                                          | Luisa Augusta di Danimarca                                        | Cristiano VII di Danimarca                      |  |  |       |  |  |                                                                     |  |  |                                                                    |  |
|                                                                |                                          | Luisa Augusta di Danimarca                                        | Cristiano VII di Danimarca                      |  |  |       |  |  |                                                                     |  |  |                                                                    |  |
|                                                                |                                          | Luisa Augusta di Danimarca                                        | Carolina Matilde di Gran Bretagna               |  |  |       |  |  |                                                                     |  |  |                                                                    |  |
| Federico VIII di Schleswig-Holstein-Sonderburg-Augustenburg    |                                          | Luisa Augusta di Danimarca                                        |                                                 |  |  |       |  |  |                                                                     |  |  |                                                                    |  |
|                                                                |                                          | Christian Conrad Sophus Danneskiold-Samsøe                        | Frederik Christian Danneskiold-Samsøe           |  |  |       |  |  |                                                                     |  |  |                                                                    |  |
|                                                                |                                          | Christian Conrad Sophus Danneskiold-Samsøe                        | Frederik Christian Danneskiold-Samsøe           |  |  |       |  |  |                                                                     |  |  |                                                                    |  |
|                                                                |                                          | Christian Conrad Sophus Danneskiold-Samsøe                        | Nicoline Rosenkrantz                            |  |  |       |  |  |                                                                     |  |  |                                                                    |  |
| Luisa Sofia di Danneskiold-Samsøe                              |                                          | Christian Conrad Sophus Danneskiold-Samsøe                        |                                                 |  |  |       |  |  |                                                                     |  |  |                                                                    |  |
|                                                                |                                          | Johanne Henriette Valentine Kaas                                  | Fredrik Christian Kaas                          |  |  |       |  |  |                                                                     |  |  |                                                                    |  |
|                                                                |                                          | Johanne Henriette Valentine Kaas                                  | Fredrik Christian Kaas                          |  |  |       |  |  |                                                                     |  |  |                                                                    |  |
|                                                                |                                          | Johanne Henriette Valentine Kaas                                  | Edele Sofie Sparre                              |  |  |       |  |  |                                                                     |  |  |                                                                    |  |
| Augusta Vittoria di Schleswig-Holstein-Sonderburg-Augustenburg |                                          | Johanne Henriette Valentine Kaas                                  |                                                 |  |  |       |  |  |                                                                     |  |  |                                                                    |  |
|                                                                | Carlo Ludovico I di Hohenlohe-Langenburg | Cristiano Alberto di Hohenlohe-Langenburg                         |                                                 |  |  |       |  |  |                                                                     |  |  |                                                                    |  |
|                                                                | Carlo Ludovico I di Hohenlohe-Langenburg | Cristiano Alberto di Hohenlohe-Langenburg                         |                                                 |  |  |       |  |  |                                                                     |  |  |                                                                    |  |
|                                                                | Carlo Ludovico I di Hohenlohe-Langenburg | Carolina di Stolberg-Gedern                                       |                                                 |  |  |       |  |  |                                                                     |  |  |                                                                    |  |
| Ernesto I di Hohenlohe-Langenburg                              | Carlo Ludovico I di Hohenlohe-Langenburg |                                                                   |                                                 |  |  |       |  |  |                                                                     |  |  |                                                                    |  |
|                                                                |                                          | Amalia Enrichetta di Solms-Baruth                                 | Giovanni Cristiano di Solms-Baruth              |  |  |       |  |  |                                                                     |  |  |                                                                    |  |
|                                                                |                                          | Amalia Enrichetta di Solms-Baruth                                 | Giovanni Cristiano di Solms-Baruth              |  |  |       |  |  |                                                                     |  |  |                                                                    |  |
|                                                                |                                          | Amalia Enrichetta di Solms-Baruth                                 | Federica Luisa di Reuss-Köstritz                |  |  |       |  |  |                                                                     |  |  |                                                                    |  |
| Adelaide di Hohenlohe-Langenburg                               |                                          | Amalia Enrichetta di Solms-Baruth                                 |                                                 |  |  |       |  |  |                                                                     |  |  |                                                                    |  |
|                                                                |                                          | Emilio Carlo di Leiningen                                         | Carlo Federico Guglielmo di Leiningen           |  |  |       |  |  |                                                                     |  |  |                                                                    |  |
|                                                                |                                          | Emilio Carlo di Leiningen                                         | Carlo Federico Guglielmo di Leiningen           |  |  |       |  |  |                                                                     |  |  |                                                                    |  |
|                                                                |                                          | Emilio Carlo di Leiningen                                         | Guglielmina Luisa di Solms-Rödelheim-Assenheim  |  |  |       |  |  |                                                                     |  |  |                                                                    |  |
| Feodora di Leiningen                                           |                                          | Emilio Carlo di Leiningen                                         |                                                 |  |  |       |  |  |                                                                     |  |  |                                                                    |  |
|                                                                |                                          | Vittoria di Sassonia-Coburgo-Saalfeld                             | Francesco Federico di Sassonia-Coburgo-Saalfeld |  |  |       |  |  |                                                                     |  |  |                                                                    |  |
|                                                                |                                          | Vittoria di Sassonia-Coburgo-Saalfeld                             | Francesco Federico di Sassonia-Coburgo-Saalfeld |  |  |       |  |  |                                                                     |  |  |                                                                    |  |
|                                                                |                                          | Vittoria di Sassonia-Coburgo-Saalfeld                             | Augusta di Reuss-Ebersdorf                      |  |  |       |  |  |                                                                     |  |  |                                                                    |  |
|                                                                |                                          | Vittoria di Sassonia-Coburgo-Saalfeld                             |                                                 |  |  |       |  |  |                                                                     |  |  |                                                                    |  |

## Dediche
- La baia dell'imperatrice Augusta è una grande baia, situata sulla costa occidentale dell'isola di Bougainville, nella Papua Nuova Guinea (al tempo era una colonia della Germania, Nuova Guinea tedesca) e prende il nome da Augusta Vittoria di Schleswig-Holstein-Sonderburg-Augustenburg;
- Il Augusta Victoria Hospital a Gerusalemme fu costruito per volere di Guglielmo II in suo onore;
- La Kaiserin Auguste Viktoria è un tipo di rosa bianca chiamata così in suo onore.